# East Clubbers
Az East Clubbers egy lengyel DJ duett, amit DJ Silver és Dj Sqren (lemezlovasok) és Leo Major (producer) alapítottak. Igen népszerű a kelet-európai zenei piacon.

## Diszkográfia

### Albumok
- 2004 E-Quality
  - 01. Intro
  - 02. Equal In Love
  - 03. Beat Is Coming
  - 04. Feelin' (Once Again)
  - 05. To The Moon And Back
  - 06. All Systems Go! (vs. DJ Muh)
  - 07. Silence
  - 08. Wonderful Dancing
  - 09. The Real Thing
  - 10. Action (Need More Satifaction)
  - 11. Equal In Love (extended)
  - 12. Beat Is Coming (Dj Speed rmx)
  - 13. To The Moon And Back (Dj Two-S rmx)
  - 14. All Systems Go ! (Nestor Project rmx)
  - 15. Wonderful Dancing (eXtatic rmx)
  - 16. Beat Is Coming (Dj Lazzaro rmx)

- 2004 Promo Album
  - 1. East Parade (original mix)
  - 2. Walk Alone (extended)
  - 3. Walk Alone (DJ Ozi ballad rmx)
  - 4. Walk Alone (Sebastian Sand ultra trance rmx)
  - 5. It's a Dream (extended original)
  - 6. Bungee (extended original)
  - 7. Russian
  - 8. Silence (Dan-J remix)
  - 9. Happy (club mix)
  - 10. Beat Is Coming (DJ Speed rmx)

### Maxik
- 2005 More More More
  - 01. More More More (Gambas Club Mix)
  - 02. More More More (DJ Andy Garcia Remix)
  - 03. More More More (Original Mix)
  - 04. More More More (Astrada Remix)

- 2006 Sextasy
- 2007 Sexplosion

### Remixek
- Ivan & Delfin – Czarne Oczy (East Clubbers rmx)
- Mandaryna – Lete Indien (East Clubbers Extended)
- Queens – We're The Queens (Easy Clubbers Remix)
- Mandaryna – Stay Together (East Clubbers Remix)

### Egyéb felvételek
- Like a Drug
- Crazy **right now !**
- Crazy **right now !** (extended)
- The Way I Feel
- The Way I Feel (extended)
- It's a Dream
- Bungee
- Happy
- Walk Alone (radio edit)
- My Love
- Sexplosion
- Sextasy